# Wattstax
Wattstax war ein Musikfestival, das am 20. August 1972 im Los Angeles Memorial Coliseum stattfand.
Das Festival wurde vom Musikunternehmen Stax Records veranstaltet, um der Unruhen im Stadtteil Watts sieben Jahre zuvor zu gedenken. Der Name ist eine Anspielung auf das Woodstock-Festival. Wattstax, auf dem neben den Konzerten der Stars von Stax Records auch Reden unter anderem des Bürgerrechtlers Jesse Jackson zu hören waren, zog über 100.000 größtenteils afroamerikanische Zuschauer an. Es wurden mehrere Alben mit der Musik des Festivals sowie ein Film veröffentlicht. Die Filmdokumentation erhielt 1974 eine Nominierung für den Golden Globe als bester Dokumentarfilm.

## Künstler und Gruppen
| - The Staple Singers (mit Mavis Staples als Sängerin) - Eddie Floyd - The Emotions - Carla Thomas - Rufus Thomas - The Bar-Kays - Albert King | - The Soul Children - Isaac Hayes - The Rance Allen Group - Johnnie Taylor - Little Milton - Luther Ingram |

## Film
- Wattstax. Konzertfilm, USA, 1973, 99 Min., Buch und Regie: Mel Stuart, Kinostart: 15. Februar 1973, Inhaltsangabe von arte, (Memento vom 18. April 2013 im Webarchiv archive.today).

## Verschiedenes
Das Festival fand am 30. Geburtstag von Isaac Hayes statt, dessen einstündiger Auftritt den Abschluss bildete.